# Strahlkogel
De Strahlkogel is een 3288 meter hoge bergtop in de Stubaier Alpen in de Oostenrijkse deelstaat Tirol.

## Ligging
De Strahlkogel ligt hemelsbreed ongeveer vijf kilometer ten noordoosten van Längenfeld in het Ötztal en ongeveer zeven kilometer ten westen van Lüsens in het Lüsenstal (gemeente St. Sigmund im Sellrain). De berg is de hoogste top van de Larstiger Bergen en Bachfallenstock, een subgroep van de Stubaier Alpen. De berg ligt aan het einde van het Grastal, waardoor de Grastalbach loopt die in de Horlachbach uitmondt. Op de oostelijke flank van de berg ligt tot op een hoogte van 3200 meter de steile en spleetrijke gletsjer Larstigferner, die de Strahlkogel samen met de 3032 meter hoge Larstigscharte scheidt van de Larstigspitze (3172 meter). Op de zuidoostelijke hellingen van de berg ligt de Grieskogelferner, aan de zuidwestzijde is de Grastalferner te vinden, die tot een hoogte van 3100 meter reikt. Andere nabij gelegen bergen zijn de Breiter Grieskogel (3287 meter) in het zuiden en de Grastaler Grieskogel (3168 meter) ten westen van de Strahlkogel.
De berg dankt zijn naam aan de grote hoeveelheid witte kwarts die zij bevat, die de berg, wanneer deze niet met sneeuw bedekt is, laat stralen (Duits: strahlen). Verder bestaat de berg uit gneis en monokliene amfibolen. De top heeft de vorm van een gelijkvormige steile en spitse piramide. Dit maakt de beklimming moeilijk en daarom wordt de berg zelden beklommen.

## Beklimming
De eerste beklimming van de top vond plaats in 1833, toen Peter Carl Thurweiser, waarschijnlijk onder begeleiding van twee gemzenjagers, de top bereikte. Gegevens over de route die Thurweiser hier bij nam en de precies omstandigheden ten tijde van zijn klim zijn niet bekend. Ludwig Purtscheller en Fritz Dasch uit Salzburg waren op 28 augustus 1887 een van de eersten die de berg daarna opnieuw beklommen. Hun weg voerde over de westelijke graat en is ook thans nog de meest gangbare en lichtste route naar de top. Het startpunt voor deze tocht is veelal het dorp Niederthai (gemeente Umhausen, 1538 meter) in het Ötztal. Van daar gaat het in zuidelijke richting naar de Grastalsee en van daar in oostelijke richting als gletsjertocht over de Grastalferner richting de top. Deze beklimming (UIAA-moeilijkheidsgraad II-III) vereist de nodige uitrusting en ervaring en neemt volgens de literatuur ongeveer vijf uur in beslag. De Strahlkogel is ook via een ten dele zeer zware klimtocht over de zuidflank en de zuidoostelijke graat te beklimmen. Een ondersteuningspunt voor deze klim vormt de Winnebachseehütte (2362 meter), gelegen nabij Gries in het Sulztal.